# 関西将棋会館
関西将棋会館（かんさいしょうぎかいかん）は、大阪府高槻市に所在する日本将棋連盟の施設。日本将棋連盟の関西本部が置かれている。2021年2月に建設計画を棋士総会で決議し、2023年9月より着工、2024年11月に竣工、同12月3日にオープンした。JR西日本高槻駅から徒歩1分。東京の将棋会館と同様に建物内部に複数の対局室が設けられ、関西本部に所属する棋士の対局の多くがここで行われる。
新たな会館に移転するまで使用された大阪市福島区の旧・関西将棋会館は2024年11月28日に行われた対局（公式戦5局、女流棋戦1局）を以って使用終了し、2024年12月3日以降は高槻市の現会館では現会館にて対局および関西本部の運営が行われている。

## 概要
旧・関西将棋会館と同じ5階建てで、5階の特別対局室は従来同様に江戸城の「御黒書院」を模した作りとするほか、セキュリティにも配慮し1・2階を一般向けの道場やホール、3階より上を連盟職員及び棋士のエリアとする。また会館に隣接して「関西将棋の森」と題した公園を設け、会館1階の道場と公園が一体となった運用も想定した作りとする。一方で、竣工・オープンが同じく2024年である東京の将棋会館とは異なり、関西将棋会館には飲食店等外部テナントは入居していない。

### フロア
※2024年12月時点。
| 5階 | 特別対局室（御上段の間）                                   |
| 4階 | 対局室（水無瀬の間、錦旗の間、菱湖の間、欅の間、芙蓉の間） |
| 3階 | 理事室・棋士室・事務室                                     |
| 2階 | 椅子対局室・多目的ルーム                                   |
| 1階 | 将棋道場・オフィシャルショップ                             |

### 掛け軸
関西将棋会館の御上段の間には、四幅対の掛け軸がかけられている。これは、名人が実力制となって以降の永世名人四名の書で、『老子』の第二十五章から引用されている。
「天法道（天は道に法（のっと）り）」（十四世名人木村義雄書）
「地法天（地は天に法り）」（十五世名人大山康晴書）
「人法地（人は地に法り）」（十六世名人中原誠書）
「道法自然（道は自然に法る）」（十七世名人谷川浩司書）
ただし、永世名人は原則として引退後に襲位する称号であるため、揮毫者の谷川浩司が現役棋士である「道法自然」の掛け軸は、谷川が対局者もしくは立会人のときには外される。
これらは、旧会館から現会館へ移転時に引き継がれた。

### 勝負めし
高槻市では、関西将棋会館の移転に併せて、対局時に棋士が注文する「勝負めし」を題材としたまちおこしを企画し、2024年7月に出前もしくはテイクアウトでの食事提供に応じることのできる飲食店を募集。募集及び審査の結果20店舗が選ばれ、12月の移転以後実際に棋士に対する食事の提供が行われている他、一般向けにも「勝負めし」ガイドブックの配布、「勝負めしスタンプラリー」などのイベントを実施している。

### 移転計画
東京・大阪ともに建物の建設から35年以上が経ち老朽化が問題になっていることから、2018年6月に開かれた将棋連盟の棋士総会にて、今後の方向性を決めるための委員会として「会館建設準備委員会」を設置することを決議した。委員長には羽生善治が就任したほか、森内俊之、中村太地、久保利明らも委員として名を連ねた。
関西将棋会館については、2021年2月に、2024年秋を目処に高槻市へ移転する方針が打ち出された。濱田剛史高槻市長が東京の将棋会館移転問題を取り上げたテレビ番組を観て、関西将棋会館の高槻誘致を思いつき、高槻在住の桐山清澄に相談したとされる。高槻市は2018年に連盟と将棋の普及に関する協定を締結しているほか、同地出身・居住の棋士が桐山の他にも福崎文吾、浦野真彦、古森悠太がおり、「将棋のまち」を売り文句の一つとしていることなどから、今回の話につながったという。予定地はJR高槻駅きた西口（愛称「将棋会館口」）そばの高槻市営バスの操車場がある場所で、その操車場を移転させた跡地に建物を建設する計画となった。連盟では現在の土地を売却した上で移転先の土地を購入する資金に充てるとしている。
その後連盟は公募型プロポーザル方式により建設を担当する事業者を募集し、2022年7月に大成建設に優先交渉権を与えることを明らかにした。2023年9月13日に地鎮祭を行い着工した。
2024年9月8日、新たな関西将棋会館のグランドオープンが12月3日に決定したことを発表。関西将棋会館のオフィシャルショップ関西店と道場も同日移転オープンとなり、公式棋戦の対局についても同日より新たな会館で開始。12月のグランドオープンに先立ち、開館記念式典及び会館のお披露目会が11月17日の「将棋の日」に、会館及び高槻駅前で行なわれ、谷川浩司十七世名人と羽生善治九段（連盟会長）による記念対局がこけら落としとなった。この新会館に関して、日本将棋連盟が所有する事業用固定資産に対して固定資産税および都市計画税を課さないことを含む、全国初の条例「将棋のまち推進条例」を、新会館の所在地となる高槻市が「将棋の日」2024年11月17日に施行された。旧会館は道場・売店の営業は11月24日、公式棋戦の対局は11月28日をもって終了し、12月3日より新会館の使用を開始した。

## 旧・関西将棋会館 (1981年7月 - 2024年11月)
旧・関西将棋会館は、大阪府大阪市福島区に1981年の竣工から所在する日本将棋連盟の施設。高槻市に移転するまで日本将棋連盟の関西本部が置かれていた。1977年8月に建設計画を公表し、1981年7月に竣工、同7月11日にオープンした。JR西日本福島駅から徒歩3分。東京の将棋会館と同様、対局室が設けられており、関西所属の棋士の対局の多くがここで行われた。旧会館は道場・売店の営業は2024年11月24日、公式棋戦の対局は同年11月28日（公式戦5局、女流棋戦1局）を以って終了、同12月3日より新会館の使用を開始した。
（前述の「#移転計画」参照）。

### 施設
対局室には、水無瀬の間、錦旗の間、芙蓉の間、御下段の間、御上段の間がある。特に5階は、江戸城本丸で御城将棋等の公式行事に使用された御黒書院（おんくろしょいん）を模した作りとなっている。このほか対局には使用しない和室（御入側の間）、多目的ルームがある。
東京と同様、将棋道場、将棋教室なども設けられている。4階には将棋博物館が併設されていたが、2006年10月に閉館となった。

### フロア
※2015年1月時点。
| 5階 | 対局室（芙蓉の間、御下段の間、御上段の間）、和室（御入側の間）                              |
| 4階 | 対局室（水無瀬の間、錦旗の間）、多目的ルーム                                                |
| 3階 | 事務所、棋士室（関係者控室）、宿泊室                                                        |
| 2階 | 道場、青少年研修室                                                                          |
| 1階 | 販売、カフェ・ダイニング「サーレアンドぺぺ」（2023年11月閉店=移転：レストラン「イレブン」） |

### 将棋博物館
関西将棋会館の4階にある博物館で、日本将棋連盟が保有している将棋関連の資料を展示していた。中将棋・大将棋などの日本の古将棋（大局将棋は展示されていない）を復元した盤駒やチャトランガ・シャンチーなど同系統ゲーム、木村義雄十四世名人の家族から寄贈された将棋盤などが展示されていた。1981年には、名人三家のひとつである大橋家に残された古文書が寄贈されている。
2006年10月31日にスペース不足を理由として閉鎖され、所蔵品は大阪商業大学アミューズメント産業研究所に移管された。移管後は所蔵品の一部が同研究所内に常設展示されているほか、将棋に関する特別展示も不定期ながら開催している。

### 旧施設
旧・関西将棋会館の以前には大阪市阿倍野区に「関西本部」があった。元旅館だった建物を買い取ったもので二階建て。1階が事務室・宿直室、2階が和室で、主に2階を対局場として使用した。既に建物は取り壊され、2012年時点は駐車場となっている。
これまでの関西将棋会館（大阪）
- 1927年05月 大阪市北区老松町3に設置（関西支部 事務所、木見金治郎八段 宅）
- 1937年03月 大阪市北区紅梅町（借家、専用家屋）
- 1941年04月 （関西支部から関西本部に昇格）
- 1942年04月 （疎開対策のため、事務所閉鎖）
- 1942年04月 大阪市北区錦屋町[注釈 1]（中井捨吉六段 方）
- 1946年12月 大阪市北区芝田町（上田三三四段 方）
- 1949年06月 大阪市住吉区粉浜東之町5（関西本部、初の持ち家）
- 1953年11月 大阪市阿倍野区北畠東1に移転（木造2階建民家を買収）
- 1967年00月 （大阪市阿倍野区北畠1、町名変更による表記変更）
- 1981年07月 大阪市福島区福島6に移転（新築5階建ビル）
- 2024年12月 大阪府高槻市芥川町2に移転（新築5階建ビル）